# Zuruahã
Zuruahã (Zuruahá, Suruwaha, Sorowaha, Índios do Coxodoá) je indijansko pleme jezične porodice Arauan naseljeno na rijekama Juruá, Jutaí i Purus u brazilskoj državi Amazonas. Prvi kontakt s njima uspostavljen je 1980. Godine 1996. preostalo ih je tek 144 nastanjenih na 'Terra Indígena Zuruahã' (239.070 hektara). Lovci i sakupljači. Sastoje se od više lokalnih grupa:
- Adamidawa na igarapé Pretinho,
- Jokihidawa na igarapé Pretão,
- Korobidawa kod Cuniuá
- Masanidawa na slapovima Riozinho,
- Nakydanidawa na igarapé do Índio,
- Sarakoadawa na igarapé Coxodoá,
- Tabosorodawa na igarapé Watanaha (pritok Pretão),
- Ydahidawa na igarapé Arigó (pritok Riozinho)
- Yjanamymady igarapé São Luiz,
- Zamadawa gronji Riozinho.
- Zuruahã rio Cuniuá,

Pleme je na zlu glasu zbog svog infanticidnog običaja zakapanja žive djece koja imaju neku tjelesnu manu, o čemu je snimljen i dokumentarni film 'Hakani'.

## Vanjske poveznice
- Zuruahã